# Abdul Halim Sharar
Abdul Halim Sharar (* 1860 in Lucknow; † 1926) war ein indischer Essayist, Historiker und Romanschriftsteller, der auf Urdu schrieb.

## Guzishta Lucknow
Guzishta Lucknow, sein historisches Werk über die indische Stadt Lakhnau (Lucknow) in der Spätzeit des Mogulreiches, fand in der englischen Übersetzung von Colonel E. S. Harcourt und Fakhir Hussain Aufnahme in der UNESCO-Sammlung repräsentativer Werke. Es erschien zuerst in Fortsetzungen in der von Abdul Halim Sharar gegründeten und herausgegebenen Urdu-Literaturzeitschrift Dil Gudaz.

## Werke (Auswahl)
- Lucknow: The Last Phase of an Oriental Culture (englische Übersetzung von Colonel E.S. Harcourt und Fakhir Hussain; mit einer Kurzbiographie; Inhaltsübersicht (Memento vom 12. September 2005 im Internet Archive))
- Paradise of the Assassins (Classics from South Asia and the Near East)